# 桃園市政府農業局
桃園市政府農業局（英：Department of Agriculture, Taoyuan），簡稱「桃園農業局」，係桃園市政府所屬一級機關。

## 歷史沿革
- 2014年12月25日：桃園縣升格直轄市，桃園縣政府農業發展局隨之更名為「桃園市政府農業局」

## 組織

### 行政單位
- 秘書室
- 人事室
- 會計室
- 政風室

### 業務單位
- 農務科
- 林務科
- 漁牧科
- 農地管理科
- 輔導科
- 休閒農業科

### 所屬二級機關
- 桃園市政府動物保護處

## 外部連結
- 桃園市政府農業局 （页面存档备份，存于）（中文）

## 脚注
1. ↑  桃園市政府人事處.  (PDF). 桃園市政府人事處. （原始内容 (PDF)存档于2014-09-14）.